# Caipirinha

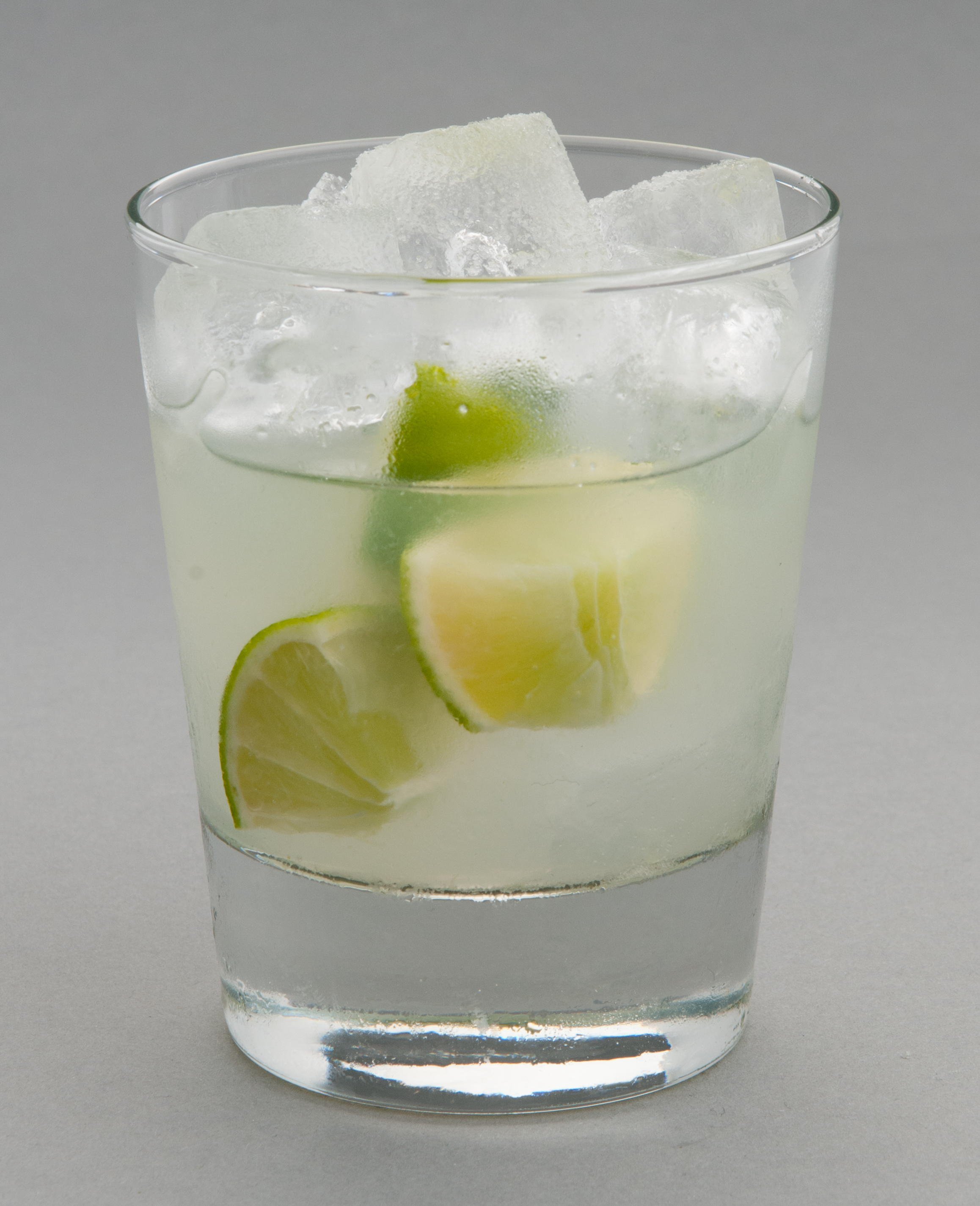
Caipirinha

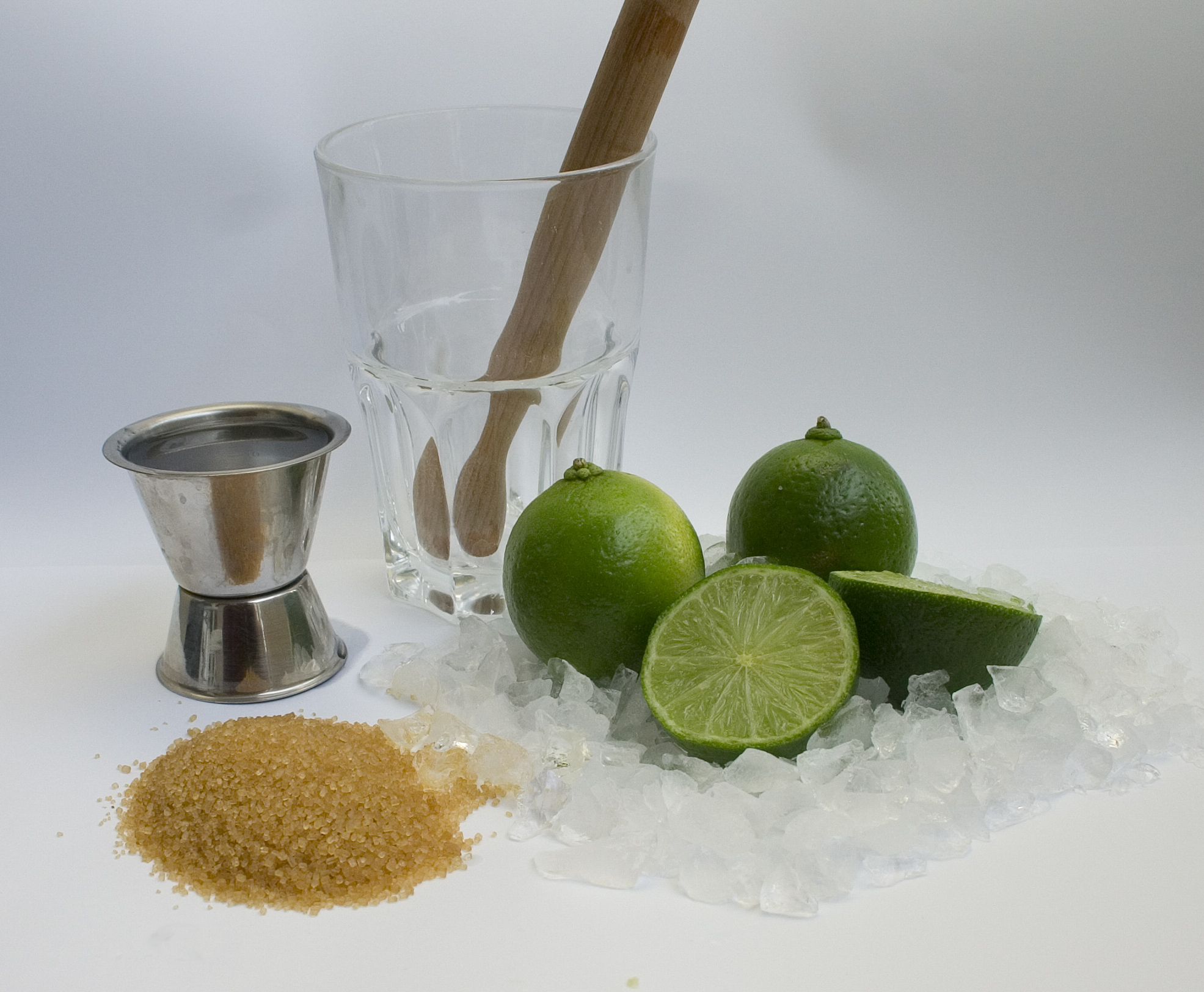
De ingrediënten van de caipirinha

De caipirinha is een Braziliaanse cocktail die bestaat uit limoen, cachaça, ijs en suiker. Het maakt deel uit van wat de Brazilianen "batidas" noemen; drankjes of cocktails bestaande uit fruit en cachaça.
De drank werd oorspronkelijk gebruikt als medicijn tegen de griep. Mogelijk werden de eerste caipirinha's gemaakt op het platteland van São Paulo. De naam caipirinha is afgeleid van het in Brazilië gebruikte woord caipira. Dit is een neerbuigende term waarmee een ongeschoolde plattelandsbewoner wordt aangeduid.
In Brazilië hebben de meeste restaurants, bars en strandtenten wel caipirinha op het menu. Bij de traditionele barbecues met familie en vrienden op zondag wordt deze drank veelvuldig genuttigd.

## Het originele recept
Caipirinha's moeten in principe een voor een gemaakt worden aangezien het moeilijk is om uit een grote kan in verschillende glazen evenveel van elk ingrediënt te krijgen. De limoen wordt als eerste in stukjes gesneden en in de beker gestopt. Vervolgens doet men er één of twee grote theelepels suiker bij, afhankelijk van de persoonlijke smaak. Vervolgens worden de limoenen, in de beker, uitgeperst zodat het limoensap zich met het suiker vermengt (hiervoor bestaat speciaal houten gereedschap, ook wel 'bastonete' of 'pilão' genoemd). Vervolgens wordt het ijs in blokjes (of crushed) in het glas gedaan en als laatste wordt 20 tot 50 milliliter cachaça toegevoegd.
De caipirinha wordt geserveerd in lage, brede glazen omdat hier makkelijker in te mixen valt. Er worden één of twee korte rietjes toegevoegd.

## Alternatieven
Doordat caipirinha internationaal steeds bekender wordt, zijn er variaties op het originele recept bedacht:
- In de caipiroska wordt de cachaça vervangen door wodka.
- In de caipiríssima wordt de cachaça vervangen door rum.
- In de Caipivinho wordt wijn gebruikt.
- In de Sakerinha wordt sake gebruikt en wordt de limoen vervangen door kiwi.
- In de Portugese caipirão wordt de cachaça vervangen door Licor Beirão.
- Bij de Caipifruta wordt in plaats van limoen een combinatie van andere vruchten gebruikt, zoals aardbeien, kokos, ananas en passievruchten.
- In de Rode Caipi wordt alleen rood fruit gebruikt, zoals aardbeien, bramen en frambozen.
- De Heiße Caipi is een variant die in Duitsland veel geserveerd wordt. Hierbij wordt het ijs vervangen door heet water.
- Een Chimboca is een variant met minder suiker maar meer drank. Deze wordt in de Braziliaanse stad Maringá geschonken.

In plaats van witte suiker kan ook bruine suiker of rietsuiker gebruikt worden, maar dat hoort traditioneel bij een mojito.
Tegenwoordig wordt caipirinha ook gemaakt met de blender. Hiervoor wordt de limoen, cachaça en suiker in de blender gedaan en gemixt. Vervolgens worden de ijsblokjes toegevoegd.